# Tabanus griseithorax
Tabanus griseithorax är en tvåvingeart som beskrevs av Schuurmans Stekhoven 1926. Tabanus griseithorax ingår i släktet Tabanus och familjen bromsar. Inga underarter finns listade i Catalogue of Life.